# Evangelische Kirche Stockhausen (Grünberg)

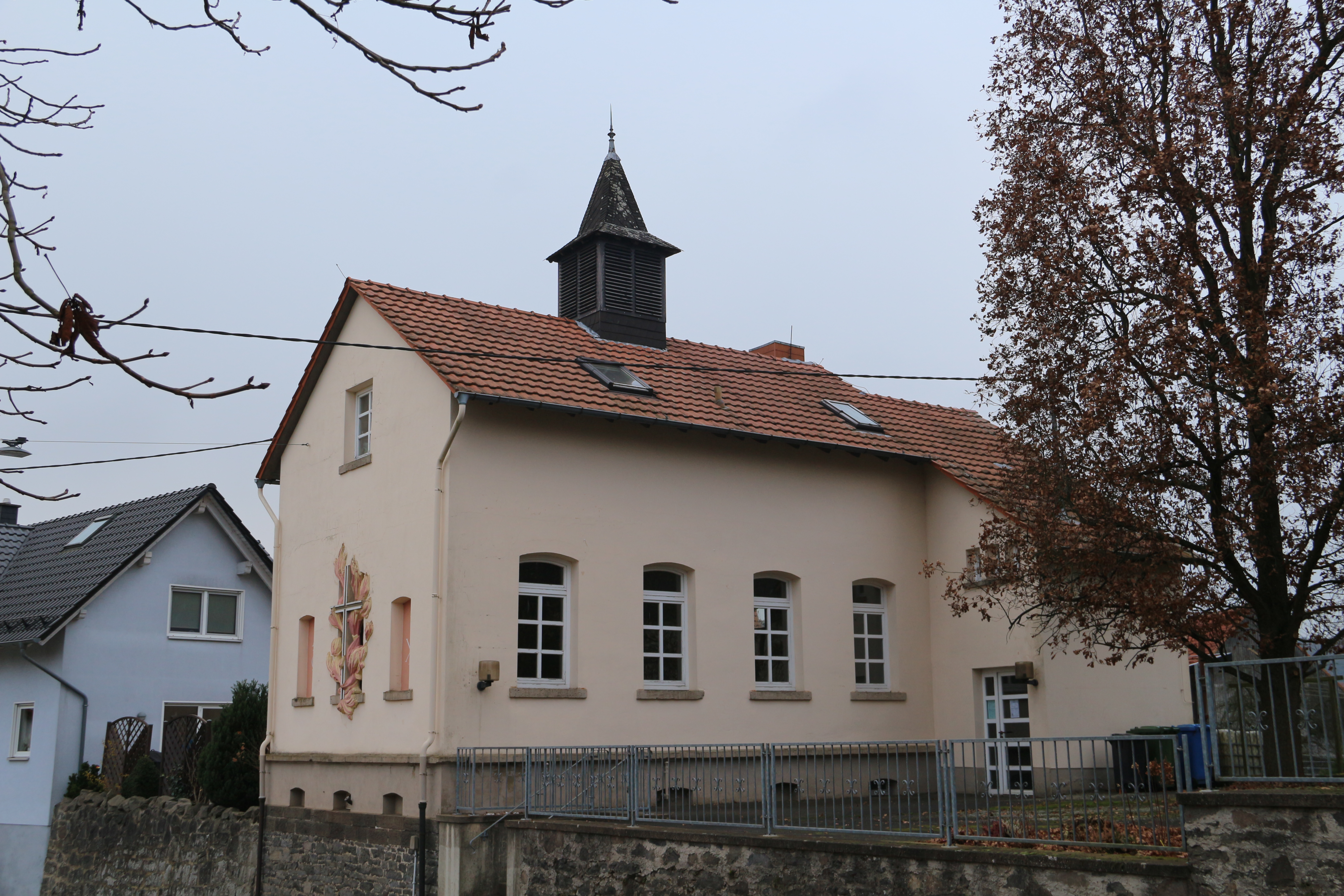
Kirche von Südwesten

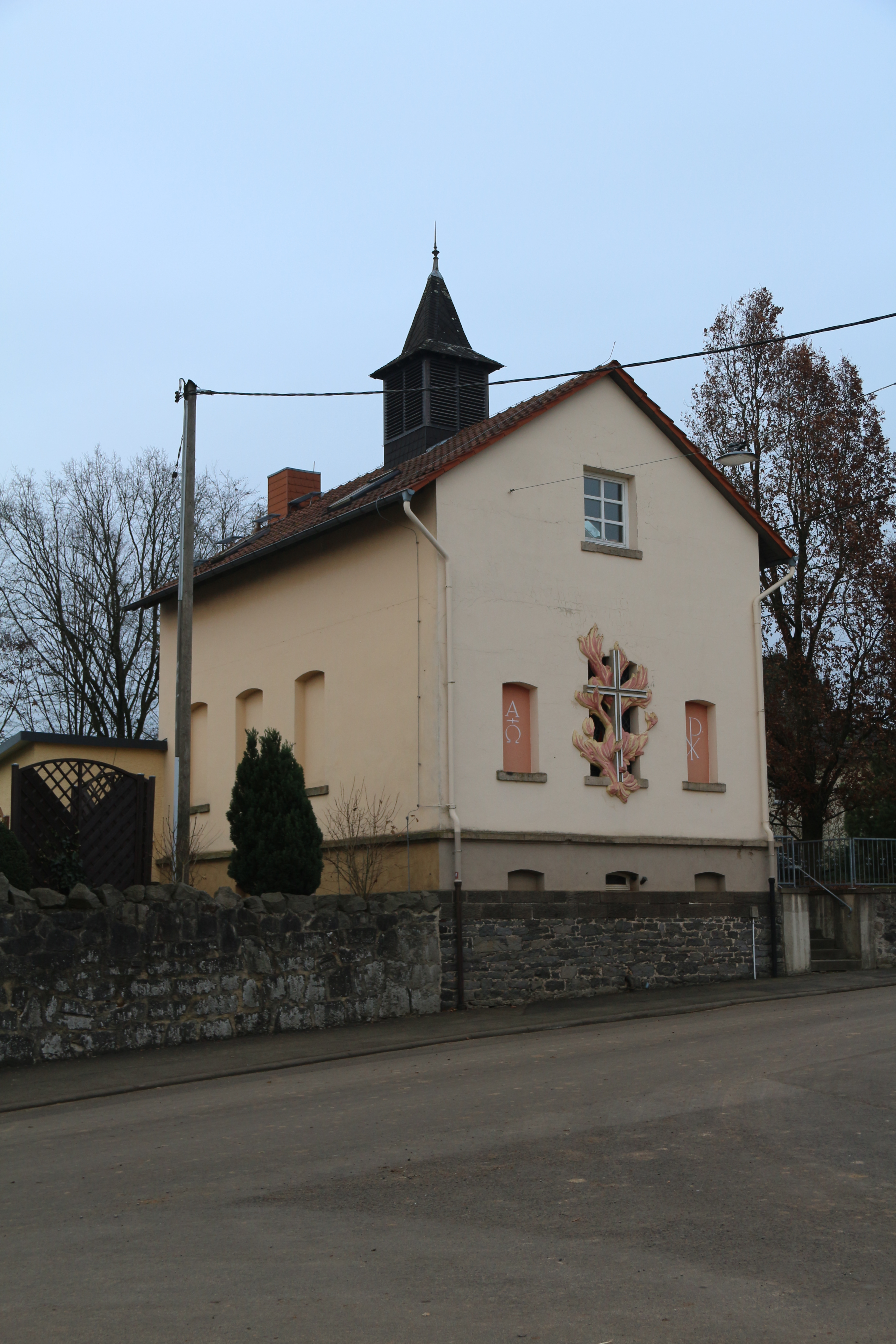
Kirche von Nordwesten

Die Evangelische Kirche in Stockhausen, einem Stadtteil von Grünberg im Landkreis Gießen (Mittelhessen), ist die ehemalige Schule des Ortes, die im Jahr 1890 errichtet und 1982 in eine Kirche umgebaut wurde.

## Geschichte
Im Mittelalter war Stockhausen mit Flensungen Grünberg im Archidiakonat St. Johann in der Erzdiözese Mainz zugeordnet. Mit Einführung der Reformation wechselte Grünberg 1526 samt Stockhausen zum evangelischen Bekenntnis. Mit Rücktritt von Pfarrer Erasmus von Flensungen im Jahr 1553 wurde das Kirchspiel mit seinen Filialen Ilsdorf, Stockhausen und Weickartshain neu geordnet und Flensungen mit Merlau vereint.
Aufgrund der Bindung an die Muttergemeinde mussten die Einwohner der Filialdörfer Kirche und Schule in Flensungen besuchen. Wahrscheinlich wurden ab 1928 Gottesdienste im Stockhäuser Schulsaal abgehalten. Das Schulgebäude war 1890 errichtet worden und bestand in seinem Obergeschoss aus einer kleinen Wohnung mit drei Zimmern auf insgesamt 31,7 Quadratmetern Fläche für einen unverheirateten Lehrer. Seit 1946 wurden dort einmal monatlich Gottesdienste durchgeführt, gegebenenfalls mit Taufen. Nachdem 1954 das Dorfgemeinschaftshaus errichtet worden war, diente es als gottesdienstlicher Versammlungsort.
Am 16. Juni 1969 wurde die Schule aufgegeben und in den Folgejahren als Vereinshaus genutzt. Die Kirchengemeinde Flensungen erwarb das Gebäude am 18. April 1978. Am 19. März 1980 genehmigte die Evangelische Kirche in Hessen und Nassau den Umbau der Schule in eine Kirche. Nach Abriss des Treppenhauses wurde der Raum im Erdgeschoss zur Straße hin verlängert. Das Obergeschoss wurde abgetragen, etwas niedriger neu aufgeführt und in ein Gemeindezentrum umgebaut, der zuvor mit einem Kran abgenommene Dachreiter weiter mittig aufgesetzt. Am Erntedankfest 1982 wurde die Kirche eingeweiht.
Zur Kirchengemeinde Flensungen gehört nicht das gesamte heutige Stockhausen, sondern nur das eigentliche Dorf, das westlich von der Bundesstraße 276 liegt. Der Ortsteil östlich der Bundesstraße, heute ebenfalls Stockhausen, damals aber „Stockhäuser Hof“, gehört seit seiner Gründung 1717 zur Kirchengemeinde Lardenbach und davor zu Freienseen. Die Kirchengemeinde Lardenbach wurde 1717 mit den Nachbarsiedlungen Solms-Ilsdorf, Flensunger Hof und Stockhäuser Hof zur selbstständigen Pfarrei erhoben. Dasselbe gilt für Ilsdorf. Das heutige Ilsdorf umfasst das frühere Solms-Ilsdorf (zu Lardenbach gehörig) und Darmstädtisch-Ilsdorf (zu Flensungen gehörig); der Bach dazwischen bildete die Grenze. In pastoraler Hinsicht wurde das Dorf Stockhausen seit 1978 von Lardenbach versorgt und am 1. Januar 1982 zur eigenständigen Kirchengemeinde erhoben und pfarramtlich mit Lardenbach verbunden. Inzwischen bilden die Kirchengemeinden Lardenbach/Klein-Eichen, Stockhausen und Weickartshain einen gemeinsamen Pfarrbereich im Dekanat Gießener Land in der Propstei Oberhessen der Evangelischen Kirche in Hessen und Nassau.
2001/2002 folgte eine Innenrenovierung, bei der Decke und Fensterumrahmungen eine neue Farbe erhielten und der Altarbereich neu gestaltet wurde.

## Architektur

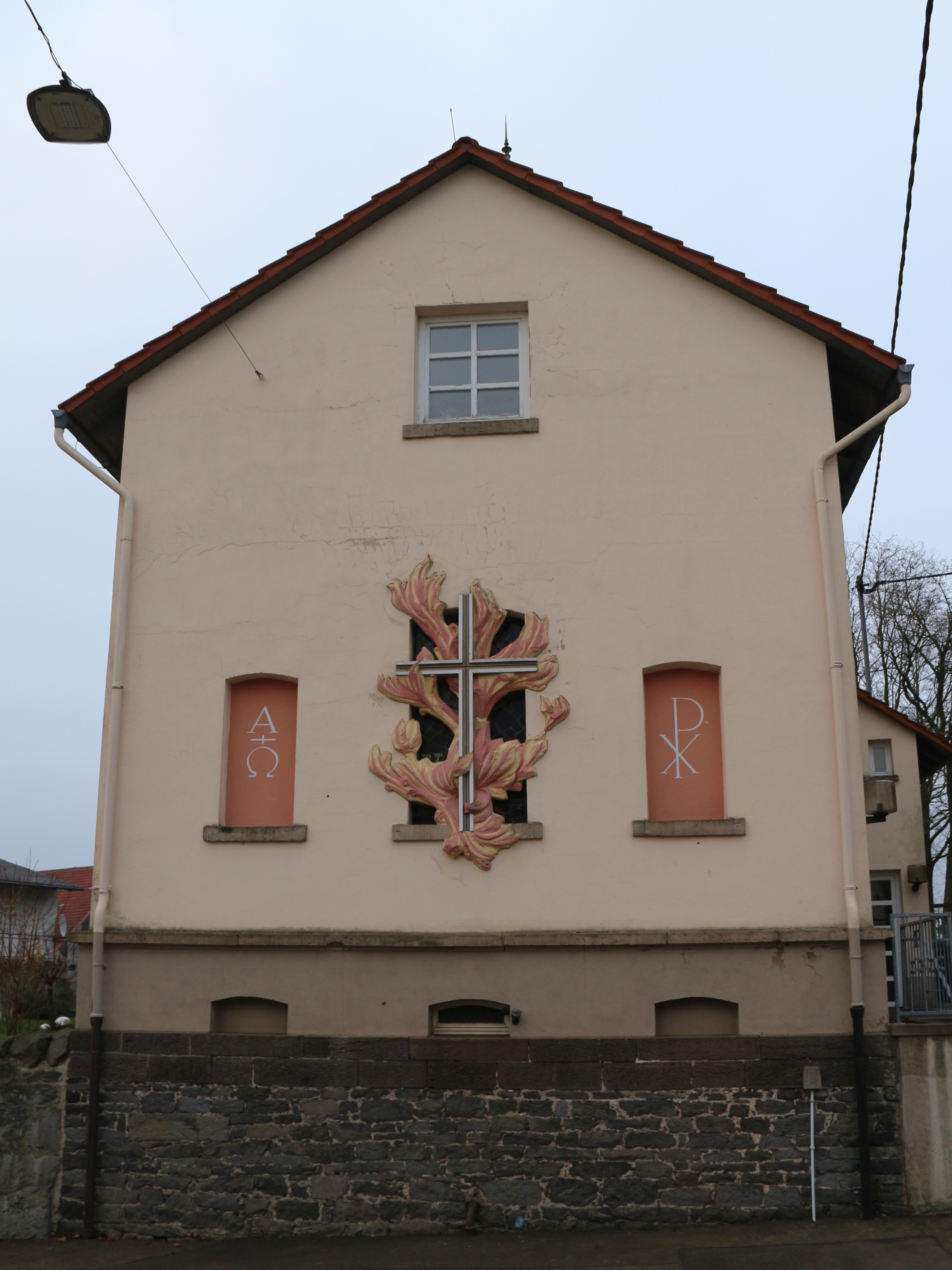
Ansicht von Westen

Die Schule ist im Ortszentrum errichtet. Das zweigeschossige Gebäude wird von einem Satteldach abgeschlossen, dem ursprünglich weiter östlich ein Dachreiter aufgesetzt war. Der seit 1982 mittige Dachreiter beherbergt eine Glocke. Das gesamte Erdgeschoss dient als gottesdienstlicher Versammlungsraum. Der flachgedeckte Raum wird an der Südseite durch Stichbogenfenster belichtet. Die nördlichen Fenster sind vermauert. Das mittlere, bunte Bleiglasfenster aus dem Jahr 1982 an der Westseite zur Straße hin wurde von Erhardt Klonk entworfen und von ihm und seiner Werkstatt ausgeführt. Es zeigt von außen ein Flammenkreuz in bunten Farben, von innen einen Lebensbaum. In der Fensterlaibung ist ein weißes Kreuz angebracht. Die beiden westlichen Außenfenster sind mit christlichen Symbolen versehen, Α und Ω (Alpha und Omega) und dem Christusmonogramm ☧.

## Ausstattung

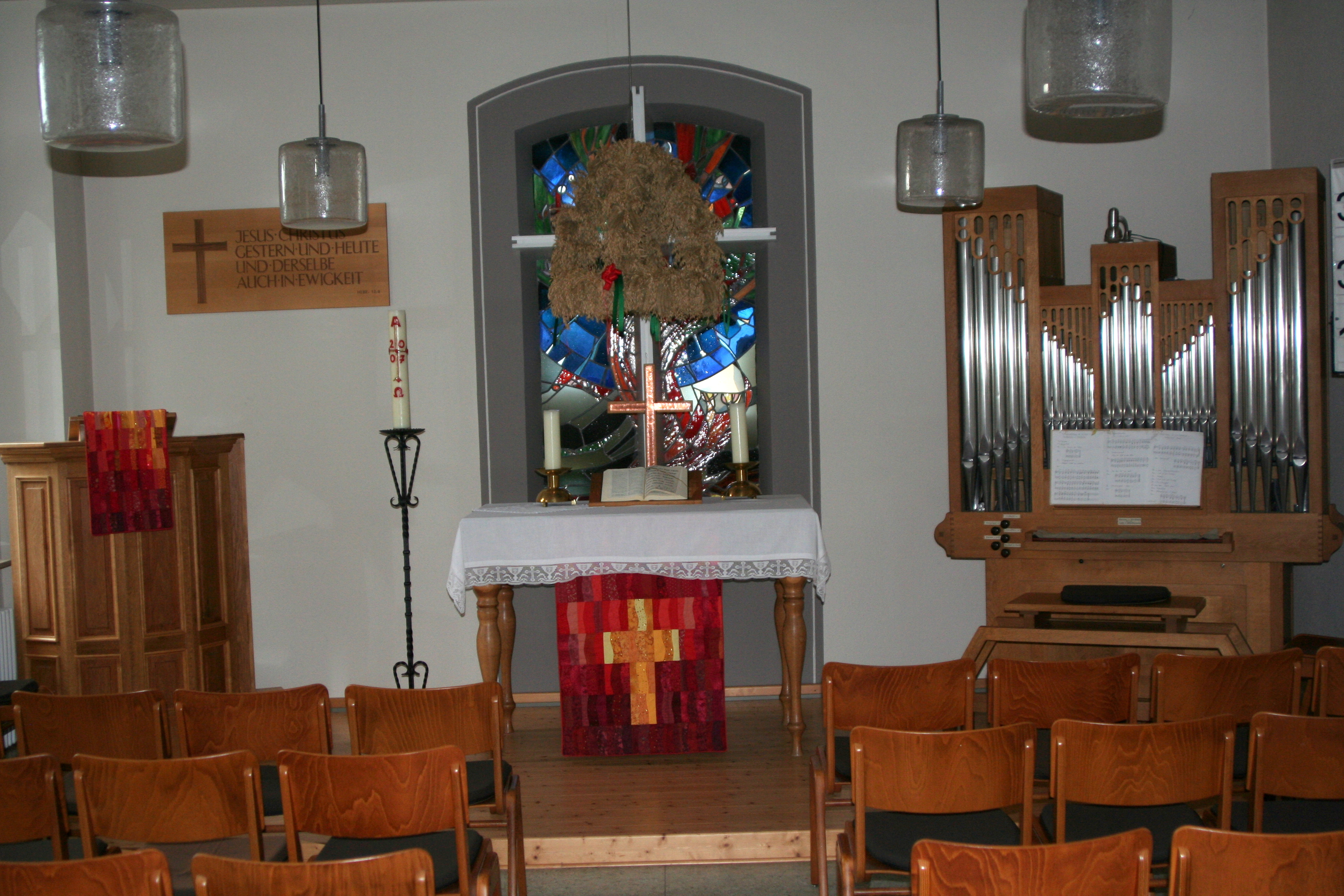
Altarbereich mit Kanzel und Orgel

Der gesamte Altarbereich mit Kanzel, Altar und Orgel steht seit 2002 um eine Stufe erhöht auf einem hölzernen Podest. Die holzsichtige, polygonale  Kanzel wurde von der Gießener Jugendwerkstatt geschaffen. Sie weist kassettierte Füllungen auf. Der hölzerne Altartisch mit gedrechselten Beinen ersetzt einen früher verwendeten Schultisch. Bibelauflage und Altarkreuz sind handgefertigt. Die Einzelstühle bieten etwa 70 Besuchern Platz.
In der Kirche stand zunächst ein Harmonium, das von einer kleinen Leihorgel abgelöst wurde. Die Licher Firma Förster & Nicolaus baute 1992 eine neue Orgel für 52.800 DM. Das Instrument verfügt über vier Register auf einem Manual; das Pedal ist angehängt.